# مایکولا شاپارنکو
مایکولا شاپارنکو (اوکراینی: Микола Володимирович Шапаренко؛ زادهٔ ۴ اکتبر ۱۹۹۸) بازیکن فوتبال اهل اوکراین است.
از باشگاه‌هایی که در آن بازی کرده‌است می‌توان به باشگاه فوتبال دینامو کی‌یف و باشگاه فوتبال ماریوپول اشاره کرد.
وی همچنین در تیم‌های ملی فوتبال زیر ۲۱ سال اوکراین، و اوکراین بازی کرده‌است.